# Château de Sillé-le-Guillaume
Le château de Sillé-le-Guillaume est situé sur la commune de Sillé-le-Guillaume dans la Sarthe.

## Localisation
Le château est placé à flanc de colline, au centre de la ville, à côté de l'église. Il domine la vallée plus bas et offre une vue sur les collines au sud-est.

## Description
Le château est composé de quatre tours dont un donjon de taille imposante ainsi que d'un logis.

## Histoire
Le château était la résidence du baron de Sillé-le-Guillaume, une des anciennes baronnies du Maine. Le château fort originel a été bâti au cours du XIe siècle. La place forte, étant proche de la Bretagne et de la Normandie, a été le théâtre de nombreuses batailles, dont les assauts de Guillaume le Conquérant ou de l'armée anglaise durant la guerre de Cent Ans. Elle sera prise et reprise plusieurs fois par chacune des parties. Endommagée, elle est renforcée au XVe siècle par le baron mais l'arrivée de la poudre à canon va rendre cette restauration inutile. Aux XVIe et XVIIe siècles elle est rendue plus habitable par ses occupants. Le château a servi de lycée durant le XIXe siècle jusqu'en 1971, avant d'être acquis par la commune.